# Rinca
Het Indonesische vulkaaneiland Rinca behoort tot de Kleine Soenda-eilanden en is gelegen tussen de eilanden Sumbawa en Flores. Het is ook een van de drie hoofdeilanden van het Nationaal park Komodo waar de beschermde komodovaraan voorkomt.
Bestuurlijk gezien is het eiland deel van de provincie Oost-Nusa Tenggara.